# Montchevrel
Montchevrel ist eine Gemeinde im französischen Département Orne in der Normandie. An der südwestlichen Gemeindegrenze verläuft das Flüsschen Tanche. Sie gehört zum Arrondissement Alençon und zum Kanton Écouves. Nachbargemeinden sind Le Chalange und Saint-Germain-le-Vieux im Nordwesten, Courtomer im Nordosten, Sainte-Scolasse-sur-Sarthe und Laleu im Südosten, Saint-Aubin-d’Appenai und Boitron im Südwesten und Le Ménil-Guyon im Westen.

## Sehenswürdigkeiten

Manoir de la Grande-Rosière

- Manoir de la Grande-Rosière

## Bevölkerungsentwicklung
| Jahr      | 1962 | 1968 | 1975 | 1982 | 1990 | 1999 | 2008 | 2015 | 2022 |
| --------- | ---- | ---- | ---- | ---- | ---- | ---- | ---- | ---- | ---- |
| Einwohner | 278  | 233  | 204  | 181  | 193  | 207  | 229  | 236  | 233  |